# Jan Mostaert
Jan Mostaert, född omkring 1475, död omkring 1556, var en nederländsk målare.
Mostaert kom från Haarlem till Bryssel, där han blev hovmålare hos Margareta av Österrike. Han verkade även i Mecheln och gjorde före 1517 en studieresa till Italien. Mostaert tillhör de romaniserade nederländarna men bibehöll särskilt som porträttmålare den noggranna detaljerade realismen. Större religiösa bilder av Mostaert finns i museerna i Bryssel och Amsterdam. I Kustmuseet fanns en tavla med Yttersta domen som tidigare tillskrevs Mostaert, det anses numera felaktigt. Däremot finns där ett mansporträtt och ett proträtt av "Jacobaea av Bayern" som är en kopia av Mostaert efter en äldre målning. Andra kända målningar är ett damporträtt i Berlin och ett porträtt av J. van Wassenaer i Paris. 